# Panamacebus
Panamacebus — вимерлий рід мавп, відомий з раннього міоцену (хемінгфордський період за класифікацією NALMA) центральної Панами. Panamacebus transitus є типовим видом для цього роду.

## Опис
Разом із Paralouatta marianae з Куби, це найстаріша відома мавпа Нового Світу Північної Америки. У формації Лас Каскадас було виявлено скам’янілості панамакетуса, лівого верхнього першого моляра та нижнього премоляра, з яких було проаналізовано туфи, які показали вік 20,93 ± 0,17 млн років у зоні Панамського каналу.